# Genoplesium filiforme
Genoplesium filiforme är en orkidéart som först beskrevs av Robert Desmond David Fitzgerald, och fick sitt nu gällande namn av David Lloyd Jones och Mark Alwin Clements. Genoplesium filiforme ingår i släktet Genoplesium och familjen orkidéer. Inga underarter finns listade i Catalogue of Life.